# Frente de Liberación Popular
El Frente de Liberación Popular o FLP (conocido coloquialmente como FELIPE) fue una organización política española no reconocida legalmente que actuó en oposición al franquismo entre 1958 y 1969 movida por el fracaso en la implantación en el interior de las formaciones políticas de izquierdas tradicionales, también clandestinas como el PCE, la UGT, la CNT y el POUM, además de ofrecer una visión nueva del socialismo que no nacía necesariamente desde la tradición republicana.
La mayoría de sus componentes provenían de las formaciones estudiantiles clandestinas de las universidades y fue germen de algunas de las opciones políticas de renovación de la izquierda española coincidente con la revisión de las teorías comunistas más ligadas a la Unión Soviética por concepciones próximas a modelos de socialismo democrático radical de corte occidental, así como cristianos de base. Entre sus características destacaban las movilizaciones en favor de la renovación socialista que se vivía en Francia o Italia, así como el apoyo a los movimientos emergentes en el Tercer Mundo como en Cuba o Palestina o las críticas al intervencionismo soviético en Hungría o Checoslovaquia. Las actuaciones de sus militantes se plasmaron en ediciones de obras prohibidas en la época de autores proscritos como Herbert Marcuse o André Gorz.
Estaba federado al Frente Obrero de Cataluña y a Euskadiko Sozialisten Batasuna, y su primera aparición pública fue en apoyo a la huelga general convocada por el Partido Comunista de España el 18 de junio de 1959.

## Miembros destacados
Entre sus miembros se encontraban Julio Cerón Ayuso, que fue su fundador y máximo dirigente, Jesús Ibáñez, Manuel Vázquez Montalbán, Miquel Roca, José Luis Leal Maldonado, José Pedro Pérez-Llorca, José María Maravall, Carlos Romero Herrera, Narcís Serra, Julián Campo, Vicente Albero, Ángel Abad, César Alonso de los Ríos, Jaime Pastor, Miguel Romero Baeza (Moro), José Ramón Recalde, Joaquín Leguina, Pasqual Maragall, Manuel Castells, Nicolás Sartorius, José Manuel Romero Moreno, Antonio López Campillo, Ignacio Fernández de Castro, Jesús Aguirre, Eduardo Obregón y Fernando Sánchez Dragó, entre otros.

## Historia
En los primeros años de la década de los cincuenta comienzan a moverse pequeños grupos universitarios de origen católico con una actitud crítica al franquismo. Tras la detención de la primera persona perteneciente a estos grupos, el sociólogo Jesús Ibáñez, por haber escrito una carta en solidaridad con los estudiantes e intelectuales detenidos en los sucesos de 1956, se discute la conveniencia de organizarse. Durante 1958, a esta efervescencia universitaria se suman las huelgas obreras de Asturias, País Vasco y Cataluña, y a comienzos de otoño, Julio Cerón Ayuso, que actuaba a modo de coordinador de estos grupos, reúne a varios de sus miembros en la iglesia de San Antonio (Madrid) y juntos deciden constituir un grupo político, el Frente de Liberación Popular (FLP), cuyo nombre se aprueba a sugerencia de Jesús Ibáñez.
Mientras tanto se habían creado la Nueva Izquierda Universitaria, en Madrid, y la Nova Esquerra Universitària, en Barcelona, que actuarían como ramas estudiantiles del FLP. En esta primera época, la línea política del FLP indaga un camino medio entre capitalismo y comunismo, por un lado, y entre cristianismo y marxismo, por otro; asimismo se rechaza el marco organizativo de partido político en favor de una estructura más abierta de tipo frente.
En 1959, el Partido Comunista de España propuso la convocatoria de una "huelga nacional pacífica" (HNP) que el FLP apoyó; pero al fracasar esta, varios de sus dirigentes, entre ellos Julio Cerón Ayuso, fueron juzgados en consejo de guerra y condenados a varios años de cárcel.
En 1964 al expulsar el Frente de Liberación Popular a su sección exterior, estos militantes expulsados se agrupan en un grupo teórico y de estudio que edita la revista Acción Comunista, grupo activo en Bélgica, Francia y Alemania. Tras la irrupción del mayo francés se constituyó como organización. En 1968, J.Luis Carpintero estudiante comunista de Medicina en Madrid, atraído a Paris por las revueltas del Mayo francés, entra en contacto con Acción Comunista, a través del grupo francés "Socialismo o barbarie",  fundando en Madrid con otros estudiantes un grupo de aproximación a Acción Comunista, que a través de su fusión con un grupo de jóvenes obreros, agrupados en el colectivo  denominado Unión de Hermanos proletarios (UHP) constituirán en 1972 la organización en Madrid del ya grupo político de ideología consejista, Acción Comunista.
El 20 de enero de 1969 muere en Madrid en circunstancias no esclarecidas un miembro de la organización, el estudiante de quinto curso de Derecho Enrique Ruano Casanova, mientras se encontraba detenido bajo custodia policial de la Brigada Político Social, que oficialmente sostiene que se había lanzado al vacío desde un séptimo piso durante el registro policial de un domicilio. La forma en que se produce la comunicación oficial intencionada de la noticia, a través de la prensa, y las posteriores protestas universitarias que siguieron a su fallecimiento, tuvieron como consecuencia la declaración del estado de excepción el 24 de enero de 1969.